# Ebenezer Weaver Peirce
Pour les articles homonymes, voir Peirce.
Ebenezer Weaver Peirce (10 avril 1822 – 14 août 1902) est un militaire américain.

## Biographie
Il a été brigadier général dans la milice du Massachusetts, servant en tant que volontaire de 90 jours de l'armée de l'Union dans les premiers mois de la guerre de sécession, et colonel du 29th Massachusetts Volunteer Infantry Regiment de l'armée de l'Union entre décembre 1961 et juillet 1864. Il a commandé l'armée de l'Union lors de la bataille de Big Bethel.
E.B. Peirce a passé en cour martiale en 1862 pour « démonstration pornographique et burlesque » à ses troupes, mais a été acquitté.
Il perd son bras droit à Glendale le 30 juin 1862.
Il est devenu par la suite fermier, spéculateur foncier, historien et généalogiste.